# 10784 Noailles
A 10784 Noailles (ideiglenes jelöléssel 1991 RQ11) a Naprendszer kisbolygóövében található aszteroida. Eric Walter Elst fedezte fel 1991. szeptember 4-én.